# Wait (Martin Jensen)
Wait is een nummer van de Deense dj Martin Jensen uit 2017, ingezongen door het Amerikaanse duo Loote.
"Wait" werd in Jensens thuisland Denemarken een klein hitje; het haalde daar een bescheiden 32e positie. In Nederland haalde het nummer de 5e positie in de Tipparade, en ook in Vlaanderen bereikte het slechts de Tipparade.